# Roxy Theatre
Das Roxy Theatre in New York war mit einem Fassungsvermögen von 5.920 Sitzplätzen einst das größte Kino der Welt.

## Geschichte
Der Filmproduzent Herbert Lubin konzipierte das Großkino um 1925 als größten und prächtigsten Kinopalast der Welt. Er gewann Samuel L. Rothafel, Spitzname „Roxy“, einen innovativen Theatermanager als hoch bezahlten Partner. Es sollte sechs Roxy-Theater im Raum New York geben.
Rothafel engagierte den Chicagoer Architekten Walter W. Ahlschlager und den Ausstatter Harold Rambusch. Ahlschlager entwarf einen gelungenen Plan für das etwas unregelmäßige Grundstück und ordnete den Zuschauerraum diagonal an. Rothafels opulente Gestaltungsideen trieben allerdings die Kosten des Baus in astronomische Höhen. Kurz vor Eröffnung des Hauses musste der nahezu bankrotte Lubin seine Mehrheitsbeteiligung an den Filmmogul William Fox verkaufen (um $5 Millionen), die Gesamtkosten des Baus beliefen sich auf $12 Millionen. Das Fassungsvermögen des Kinos wurde ursprünglich mit 6.214 Plätzen angegeben, dürfte jedoch tatsächlich „nur“ 5.920 Plätze betragen haben.
Rothafels „Kathedrale“ des Films mit ihrem spektakulären goldenen, spanisch inspirierten Auditorium, und einer runden Säulenhalle als „Grand Foyer“ erwies sich allerdings als Erfolg. (Der Haupteingang lag an der Ecke Seventh Avenue und West 50th Street).
Die Bühne des Stummfilmpalasts war auf ein Orchester von bis  zu 110 Personen ausgerichtet, daneben gab es eine große Theaterorgel. Die Filmprojektion galt als die schärfste ihrer Zeit. Die Platzanweiser wurden nahezu militärisch gedrillt und galten als vorbildlich höflich. Das Roxy präsentierte große Hollywoodfilme aber auch Bühnenshows mit eigenem Orchester, Chor und Ballett. Die „Roxy Hour“, ein wöchentliches Live-Programm im Radio machte das Haus in den ganzen USA bekannt.
Die Fox Film Corporation hatte allerdings auch Finanzprobleme. 1932 verließ Rothafel das Haus und eröffnete die Radio City Music Hall, die fortan die übermächtige Konkurrenz des Roxy werden sollte. Der Großteil des künstlerischen Personals ging mit ihm.
In der Folge wurde die Bühne des Roxy zweimal umgebaut (1948 und 1952), nun waren hier auch Eisrevuen möglich. Im  Januar 1956 trat etwa Sonja Henies Revue hier auf. Die New Yorker Premiere des Cinemascope-Breitwandverfahrens fand im 1953 im Roxy statt. Das Kino wurde 1960 vom Rockefeller Center angekauft, geschlossen und bald darauf abgerissen.